# ATC code A06
ATC code A06 ملین‌ها زیرگروهی درمانی از سیستم طبقه‌بندی شیمیایی درمانی آناتومیک است. این سیستمِ متشکل از کدهای حرفی‌عددی را سازمان جهانی بهداشت برای طبقه‌بندی داروها و سایر تولیدات پزشکی ایجاد کرده است. زیرگروه A06 جزوی از گروه آناتومیک A مجرای گوارش و متابولیسم است.

کدهای مورد استفاده در دامپزشکی (کدهای ATCvet) را می‌توان با گذاشتن حرف Q جلو کدهای انسانی ATC ایجاد کرد: مثلاً QA06. 
ممکن است نسخه‌های ملی از طبقه‌بندی ATC حاوی کدهای اضافه‌ای باشند که در این فهرست (نسخهٔ سازمان جهانی بهداشت) نیامده باشند.

## A06Aملین‌ها

### A06AA Softeners,مرطوب‌کننده‌ها
A06AA01 Liquid paraffin
A06AA02 دوکوزات
A06AA51 Liquid paraffin, combinations

### A06AB Contact laxatives
A06AB01 اکسی‌فنیساتین
A06AB02 بیزاکودیل
A06AB03 Dantron
A06AB04 فنول فتالئین
A06AB05 روغن کرچک
A06AB06 Senna glycosides
A06AB07 Cascara
A06AB08 Sodium picosulfate
A06AB09 Bisoxatin
A06AB20 Contact laxatives in combination
A06AB30 Contact laxatives in combination with belladonna alkaloids
A06AB52 بیزاکودیل, combinations
A06AB53 Dantron, combinations
A06AB56 Senna glycosides, combinations
A06AB57 Cascara, combinations
A06AB58 Sodium picosulfate, combinations

### A06AC Bulk-forming laxatives
A06AC01 بارهنگ کتانی (psylla seeds)
A06AC02 Ethulose
A06AC03 Sterculia
A06AC05 کتان
A06AC06 متیل سلولز
A06AC07 گندم (wheat fibre)
A06AC08 Polycarbophil calcium
A06AC51 بارهنگ کتانی, combinations
A06AC53 Sterculia, combinations
A06AC55 کتان, combinations

### A06AD Osmotically acting laxatives
A06AD01 منیزیم کربنات
A06AD02 اکسید منیزیم
A06AD03 پراکسید منیزیم
A06AD04 منیزیم سولفات
A06AD10 Mineral salts in combination
A06AD11 لاکتولوز
A06AD12 لاکتیتول
A06AD13 سدیم سولفات
A06AD14 پینتریت
A06AD15 Macrogol
A06AD16 مانیتول
A06AD17 سدیم فسفات
A06AD18 سوربیتول
A06AD19 منیزیم سیترات
A06AD21 سدیم تارترات
A06AD61 لاکتولوز, combinations
A06AD65 Macrogol, combinations

### A06AG Enemas
A06AG01 سدیم فسفات
A06AG02 بیزاکودیل
A06AG03 Dantron, including combinations
A06AG04 گلیسیرین
A06AG06 روغن
A06AG07 سوربیتول
A06AG10 دوکوزات, including combinations
A06AG11 Sodium lauryl sulfoacetate, including combinations
A06AG20 Combinations

### A06AH Peripheral opioid receptor antagonists
A06AH01 Methylnaltrexone bromide
A06AH02 Alvimopan
A06AH03 Naloxegol
A06AH04 نالوکسان

### A06AX سایر ملین‌ها
A06AX01 گلیسیرین
A06AX02 کربن دی‌اکسید producing drugs
A06AX03 لوبیپروستون
A06AX04 Linaclotide
A06AX05 Prucalopride
A06AX06 تگاسرود